# ジョジョ・パーカー
ジョセフ・パーカー（Joseph Parker, 2006年8月8日 - ）は、アメリカ合衆国出身の野球選手（内野手）。右投左打。

## 経歴
高校2年次の2023年、ミシシッピ州の州大会決勝で延長10回に決勝点となる犠飛を放ち、チームは優勝した。4年次の2024年には打率.464、7本塁打、28打点、28盗塁、投手して60奪三振を記録した。

## 人物
双子の兄弟のジェイコブも野球選手で、高校でチームメイトだった。